# Церква Вознесіння Господнього (Батайськ)
Церква Вознесіння Господнього (рос. Храм Вознесения Господня) — чинна церква у місті Батайську Ростовської області.
Адреса храму: 346889, Ростовська область, місто Батайськ, вул. Цимлянская, 16а.

## Історія
Вознесенська церква побудована в 1872 році в селі Койсуг Області Війська Донського (нині в межах Батайська), належала до Катеринославської єпархії. Храм був дерев'яний, на цегляному цоколі. Дзвіниця Вознесенської церкви була повністю цегляною. Згідно з документами Господарського відділу Святійшого Синоду станом на 1910 рік у склад церковного майна входили школа, сторожка, будинок священика і підсобні приміщення.
У 1930-ті роки Вознесенська церква була закрита і зруйнована. До наших днів зберігся лише перший ярус дзвіниці.
У 1989 році, в роки перебудови СРСР, зареєстрована православна громада храму Вознесіння Господнього, і в 1990 році на території колишнього церковного саду почалося відновлення Вознесенської церкви за проектом Бориса Віннікова (в стилі московсько-ярославської архітектури XVII століття). 
4 листопада 1995 року в новому храмі була відслужена перша Божественна літургія. З часом була споруджена дзвіниця, збудовані господарські приміщення, облаштовано церковний двір. У 2006 році приходом придбані нові дзвони і обладнана дзвіниця. Повністю будівництво завершено в 2006 році, і 5 вересня цього ж року храм Вознесіння Господнього освячений правлячим архієреєм.